# (34919) Imelda
(34919) Imelda est un astéroïde de la ceinture principale et plus spécifiquement du groupe de Hilda.

## Description
(34919) Imelda est un astéroïde du groupe de Hilda. Il présente une orbite caractérisée par un demi-grand axe de 3,97 UA, une excentricité de 0,23 et une inclinaison de 6,6° par rapport à l'écliptique.

## Compléments